# Chrysogorgia cupressa
Chrysogorgia cupressa is een zachte koraalsoort uit de familie Chrysogorgiidae. De koraalsoort komt uit het geslacht Chrysogorgia. Chrysogorgia cupressa werd in 1889 voor het eerst wetenschappelijk beschreven door Wright & Studer.